# 11001001
11001001 (Originaltitel: 11001001) ist die 15. Episode der ersten Staffel der US-amerikanischen Science-Fiction-Fernsehserie Raumschiff Enterprise – Das nächste Jahrhundert. Sie wurde in den Vereinigten Staaten über Syndication vermarktet und erstmals am 1. Februar 1988 auf verschiedenen Fernsehsendern ausgestrahlt. In Deutschland war sie zum ersten Mal am 15. Dezember 1990 in einer synchronisierten Fassung im ZDF zu sehen.

## Handlung
Im Jahr 2364 bei Sternzeit 41365.9 fliegt die Enterprise zur Sternenbasis 74, wo das Schiff gewartet und verbessert werden soll. Die Arbeiten werden von Commander Quinteros geleitet, dem zwei Angehörige vom Volk der Binären zur Seite stehen. Diese sind weder männlich noch weiblich und arbeiten stets paarweise. Auf ihrem Heimatplaneten stehen sie alle mit einem Zentralcomputer in Verbindung.
Die Besatzung der Enterprise hat während der Arbeiten Freizeit. Der erste Offizier William Riker macht einen Rundgang durchs Schiff. Dabei fällt ihm auf, dass plötzlich vier statt nur zwei Binäre anwesend sind. Diese erklären das mit einem hohen Zeitdruck. Da sie recht nervös wirken, wird Riker misstrauisch und bittet Fähnrich Wesley Crusher, der ohnehin fasziniert von den Binären ist, sie im Auge zu behalten. Nach der Fortsetzung seines Rundgangs entschließt sich Riker, die Verbesserungen am Holodeck zu testen, die die Binären vorgenommen haben. Er lässt einen Jazzclub simulieren, in dem er in einer Band Posaune spielen will. Das Publikum besteht aus einer einzelnen Frau, die sich Minuet nennt und Riker sogleich in ihren Bann schlägt. Captain Picard beschließt, Riker einen kurzen Besuch abzustatten. Auch er ist begeistert von Minuets äußerst realistisch programmierter Persönlichkeit und die beiden verlieren sich in einem Gespräch mit ihr.
Währenddessen wird ein schwerwiegendes Problem mit dem Eindämmungsfeld der Antimaterie-Kammer der Enterprise festgestellt. Sie wird stetig schwächer und eine Reparatur scheint unmöglich. Das Schiff droht zu explodieren. Da Picard nicht zu erreichen ist, ordnet der zweite Offizier Data eine umgehende Evakuierung des Schiffs an. Als diese abgeschlossen ist, wird die Enterprise aus der Sternenbasis hinaus manövriert. Plötzlich normalisiert sich die Antimaterie-Eindämmung wieder und das Schiff beschleunigt auf Warpgeschwindigkeit.
Picard und Riker bekommen von all dem nichts mit und sind weiter mit Minuet beschäftigt. Als sie sich schließlich doch entschließen, das Holodeck zu verlassen, versucht Minuet äußerst hartnäckig, sie zum Bleiben zu bewegen. Das macht die beiden misstrauisch und Picard öffnet umgehend den Ausgang des Holodecks. Er findet das Schiff verlassen vor und erfährt durch den Computer, dass es Kurs auf Bynaus, den Heimatplaneten der Binären, genommen hat. Damit ist klar, dass das Schiff entführt wurde. Minuet erklärt, sie sei programmiert worden, um Riker abzulenken. Picards Anwesenheit sei nur ein glücklicher Zufall gewesen. Über die Motivation der Binären weiß sie nichts.
Picard und Riker bewaffnen sich. Im Maschinenraum aktivieren sie die Selbstzerstörung des Schiffs. Ihnen bleiben jetzt fünf Minuten für eine mögliche Rückeroberung der Enterprise. Riker und Picard bemerken, dass riesige Datenmengen im Schiffscomputer gespeichert wurden. Sie beamen sich auf die Brücke und finden dort die halb bewusstlosen Binären vor, die mit letzter Kraft um Hilfe bitten. Picard und Riker schalten die Selbstzerstörung ab. Sie stellen fest, dass sie sich bereits im Orbit um Bynaus befinden, doch sämtliche Computersysteme des Planeten sind abgeschaltet und niemand reagiert auf ihre Funksprüche. Sie vermuten, dass es sich bei den auf den Schiffscomputer überspielten Daten um ein Back-up des Hauptcomputers auf Bynaus handelt. Die Daten sind jedoch durch ein Passwort geschützt. Sie gehen erneut aufs Holodeck, da sie hoffen, von Minuet mehr zu erfahren. Die erklärt ihnen, dass eine Supernova zum Ausfall des Hauptcomputers auf Bynaus geführt hat. Um ihre Welt zu retten, wollten die Binären seine Daten auf einen beweglichen Computer außerhalb der Gefahrenzone überspielen. Nur der Computer der Enterprise bot dafür genug Speicherplatz. Die Supernova ereignete sich aber früher als erwartet.
Picard nimmt Kontakt mit Sternenbasis 74 auf. Dort vermutet Data, dass es sich bei dem gesuchten Passwort vermutlich um einen Binärcode handelt. Die Zeichenfolge 11001001 erlaubt schließlich den Zugang zu den Daten. Um sie wieder auf den Hauptcomputer des Planeten zu überspielen, müssen Picard und Riker zu zweit arbeiten, so wie die Binären. Nachdem der Hauptcomputer wieder zu arbeiten beginnt, erwachen die Binären. Als Picard fragt, warum sie nicht einfach um Hilfe gebeten haben, antworten sie, dass die geringe Möglichkeit bestanden habe, dass die Sternenflotte ihre Bitte ablehnt. Da es im Denken der Binären nur Eins oder Null gibt, konnte dieses Risiko nicht eingegangen werden.
Picard fliegt zurück zur Sternenbasis, wo die Binären eine offizielle Untersuchung erwartet. Riker begibt sich noch einmal zum Holodeck. Dort muss er feststellen, das Minuet nicht mehr da ist. An ihrer Stelle sitzt eine Frau, die ihr äußerlich ähnlich sieht, doch Minuets Charme und Persönlichkeit sind verschwunden.

## Verbindungen zu anderen Star-Trek-Produktionen
Einige Elemente aus dieser Folge wurden in späteren Star-Trek-Produktionen wieder aufgegriffen:
- Minuet hat in Folge 4.08 (Gedächtnisverlust) von Raumschiff Enterprise – Das nächste Jahrhundert aus dem Jahr 1990 einen weiteren Auftritt.
- Data widmet sich hier erstmals der Malerei. Diesem Hobby geht er noch in zahlreichen weiteren Folgen der Serie nach.
- Auch Rikers Liebe zum Jazz und sein Talent als Posaunist werden hier erstmals gezeigt. Auch dies wird in zahlreichen Folgen von Raumschiff Enterprise – Das nächste Jahrhundert sowie in Star Trek: Lower Decks und Star Trek: Picard wieder aufgegriffen.
- Die Binären wurden später auch in den Serien Star Trek: Enterprise und Star Trek: Lower Decks erwähnt. In der vierten Staffel von Star Trek: Lower Decks aus dem Jahr 2023 traten sie schließlich auch wieder auf. Einen weiteren Auftritt hatten sie in der Doppelfolge 2.15/16 (Das Himmelfahrtskommando) von Star Trek: Prodigy aus dem Jahr 2024.
- Zwei Szenen aus 11001001 wurden in der als Clipshow konzipierten Folge 2.22 (Kraft der Träume) von Raumschiff Enterprise – Das nächste Jahrhundert aus dem Jahr 1989 wiederverwendet.

## Produktion

### Drehbuch
Der Titel der Folge setzt sich aus den vier möglichen Zuständen zusammen, die ein Bit-Paar annehmen kann. Zugleich steht er für die Namen der vier in der Folge auftretenden Binären.
Ursprünglich war geplant, 11001001 vor der Folge Der große Abschied zu produzieren. Dann wäre die dort auftretende Fehlfunktion des Holodecks als eine Folge der durch die Binären vorgenommenen Veränderungen erklärt worden. Stattdessen erfolgte eine umgekehrte Bezugnahme und die Binären erwähnen die Sonde, die letztlich die Fehlfunktion in Der große Abschied verursachte.
Der Name Minuet für die Frau auf dem Holodeck wurde aus einem frühen Drehbuchentwurf der Folge Das Duplikat übernommen. Dort hätte Minuet eine Sternenflottenoffizierin sein sollen, die sich als Android entpuppt.

### Darsteller
Die Hauptfigur Deanna Troi (Marina Sirtis) hat in dieser Folge keinen Auftritt.
Gene Dynarski, Darsteller von Commander Quinteros, hatte auch zwei Gastauftritte in der Vorgängerserie Raumschiff Enterprise.
Iva Lane, Darstellerin von Null Null, spielte auch ein Besatzungsmitglied der Enterprise in Star Trek: Der Film von 1979.
Um die Binären androgyn wirken zu lassen, wurden sie von Frauen gespielt, deren Stimmlagen in der Nachbearbeitung abgesenkt wurden. In der deutschen Synchronfassung wurden sie von Männern gesprochen.
Der Selbstzerstörungs-Computer wurde nicht wie die gewöhnliche Computerstimme der Enterprise von Majel Barrett, sondern von einem unbekannten Mann gesprochen und in der deutschen Fassung von Frank-Otto Schenk synchronisiert.

### Modelle und Effekte
Für die Darstellung von Sternenbasis 74 wurden Aufnahmen des Raumdocks der Erde aus dem Spielfilm Star Trek III: Auf der Suche nach Mr. Spock wiederverwendet.

### Musik
Zu den Liedern, die in dem holografischen Jazz-Club gespielt werden, gehören The Nearness of You von Hoagy Carmichael und Ned Washington, I Remember You von Victor Schertzinger und Johnny Mercer, Isn’t It Romantic? von Lorenz Hart und Richard Rodgers und Out of Nowhere von Johnny Green und Edward Heyman. John Beasley komponierte außerdem das Stück Jazz M14 für diese Folge.

## Rezeption
Die Folge wurde 1988 mit einem Primetime Emmy Award in der Kategorie „Bester Tonschnitt für eine Serie“ ausgezeichnet.
Keith DeCandido bewertete 11001001 2011 auf tor.com als eine der besten Folgen der ersten Staffel von Raumschiff Enterprise – Das nächste Jahrhundert.